# Grafton (wieś w stanie Wisconsin)
Grafton – wieś w Stanach Zjednoczonych, w stanie Wisconsin, w hrabstwie Ozaukee.